# Baden-Württembergische Bank
Die Baden-Württembergische Bank (BW-Bank) ist ein zur Landesbank Baden-Württemberg (LBBW) gehörendes deutsches Kreditinstitut mit Sitz in Stuttgart.

## Geschichte

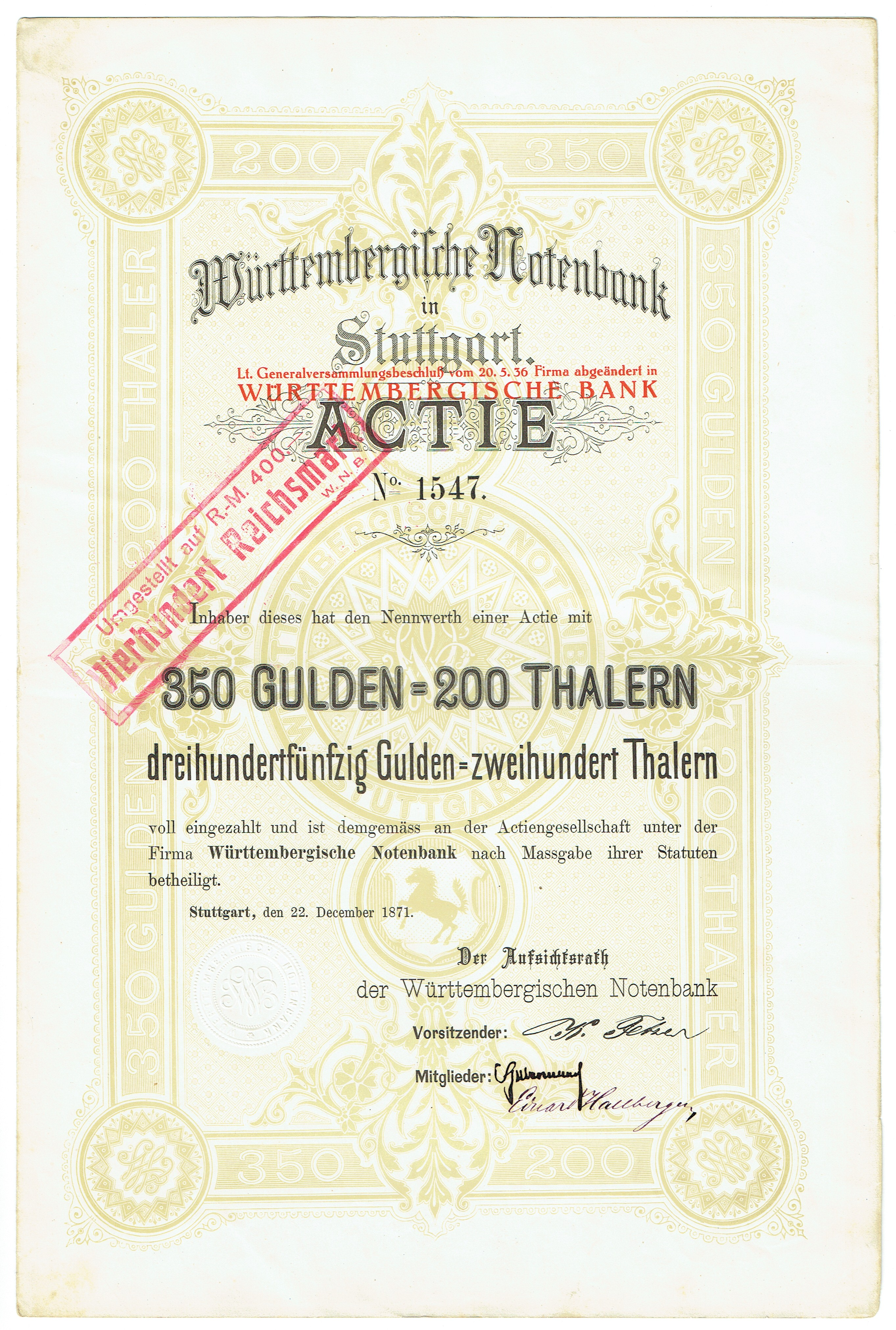
Aktie über 350 Gulden der Württembergischen Notenbank vom 22. Dezember 1871

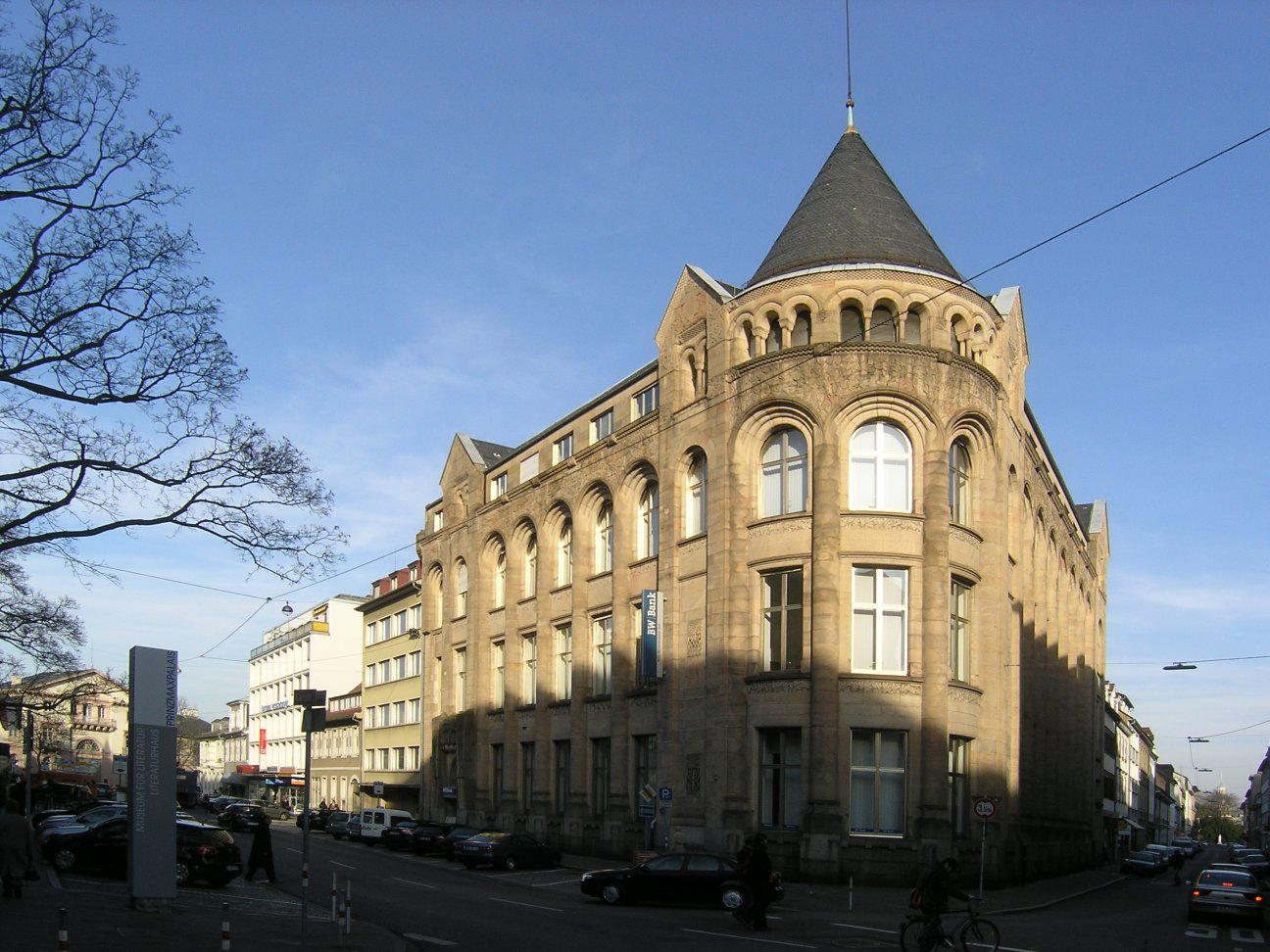
Karlsruhe, im ehemaligen Bankhaus Veit L. Homburger

Die Bank geht auf die 1871 gegründete Württembergische Notenbank zurück. 1935, nach der Beendigung des Notenprivilegs, firmierte sie in Württembergische Bank um. 1977 fusionierte sie mit der ehemaligen badischen Notenbank, der 1870 gegründeten Badischen Bank, sowie der Handelsbank Heilbronn zur Baden-Württembergischen Bank AG.
Auf Betreiben der baden-württembergischen Landesregierung unter Erwin Teufel übernahm die öffentlich-rechtliche Landesbank Baden-Württemberg im Jahr 2001 die private BW-Bank. Danach wurden die Altaktionäre per Squeeze-out aus dem Unternehmen gedrängt und die BW-Bank als unselbstständiges Institut (unselbstständige Anstalt öffentlichen Rechts) ab 1. August 2005 vollständig in die LBBW integriert. Die Bilanzsumme stieg in den Jahren 2006 bis 2009 von 41,4 auf 45,9 Mrd. Euro.
Die Zahl der 200 Niederlassungen in Baden-Württemberg wurde auf 150 verringert. In der neuen Struktur gab es ca. 4.000 Mitarbeiter. Die Geschäftstätigkeit wurde auf ganz Deutschland ausgedehnt.
Im Zusammenhang mit der Wulff-Affäre geriet die Bank wegen eines zinsgünstigen Kredits ins Zwielicht, der 2010 dem damaligen Ministerpräsidenten des Landes Niedersachsen gewährt worden war. Dies hatte auch negative Folgen auf den weiteren Geschäftsverlauf, von einzelnen Kunden wurde Kritik an der Bank geübt.
Im Jahr 2016 wurden Pläne zur weiteren Reduzierung der Filialen und zum Stellenabbau bekannt. Im Privatkundengeschäft gab es damals noch umgerechnet 1400 Vollzeitstellen, davon in Stuttgart 700 Stellen.

## Geschäftstätigkeit
Als operativ eigenständige Einheit innerhalb des LBBW-Konzerns ist die BW-Bank für das gesamte Privatkundengeschäft sowie den Großteil des Unternehmenskundengeschäfts mit Schwerpunkt in Baden-Württemberg zuständig. Neben klassischen Finanzierungen enthält das Produktportfolio auch den Zahlungsverkehr und die Vermögensverwaltung. Auf dem Gebiet der Landeshauptstadt Stuttgart hat die BW-Bank darüber hinaus die gesetzliche Verpflichtung, die Funktion einer Sparkasse wahrzunehmen. Im restlichen Land Baden-Württemberg nimmt sie die Sparkassenfunktion auch als Rechtsnachfolgerin der Württembergischen Landessparkasse weiterhin wahr. Die Kundenwerbung erfolgt auch über das Internet. So bietet die BW-Bank verschiedene Kreditkarten wie z. B. VISA auf Prepaid-Basis an.

## Vorstand
Derzeitige Mitglieder des Vorstands (Stand: 10. Januar 2022):
- Rainer Neske (Vorsitzender)
- Anastasios Agathagelidis
- Andreas Götz
- Karl Manfred Lochner
- Stefanie Münz
- Christian Ricken
- Thorsten Schönenberger

## Aufsichtsrat
Derzeitige Mitglieder des Aufsichtsrats (Stand: 20. Juni 2023):
- Frank Nopper, Oberbürgermeister der Landeshauptstadt Stuttgart (Vorsitzender)

| Mitglieder | Stellvertreter |
| --- | --- |
| Danyal Bayaz, Minister für Finanzen des Landes Baden-Württemberg (2. stv. Vorsitzender)                               | Annekatrin Schmidt-Liedl, Ministerialdirigentin im Ministerium für Finanzen Baden-Württemberg                                               |
| Roland Bernhard, Landrat des Landkreises Böblingen                                                                    | Ulrich Burchardt, Oberbürgermeister der Stadt Konstanz                                                                                      |
| Silvia Fischer, Stadträtin, Mitglied der Fraktion Bündnis 90/DIE GRÜNEN im Gemeinderat der Landeshauptstadt Stuttgart | Luigi Pantisano, Stadtrat, Mitglied Die FrAKTION LINKE, SÖS, PIRATEN, Tierschutzpartei im Gemeinderat der Landeshauptstadt Stuttgart        |
| Marion Gentges MdL, Ministerin der Justiz und für Migration Baden-Württemberg                                         | Reiner Moser, Ministerialdirektor im Ministerium des Inneren, für Digitalisierung und Kommunen Baden-Württemberg                            |
| Andreas Götz, Mitglied des Vorstands der LBBW                                                                         | |
| Alexander Kotz, Stadtrat, Vorsitzender der CDU-Fraktion im Gemeinderat der Landeshauptstadt Stuttgart                 | Iris Ripsam, Stadträtin, Mitglied der CDU-Fraktion im Gemeinderat der Landeshauptstadt Stuttgart                                            |
| Dominik Lang, Ministerialrat im Staatsministerium Baden-Württemberg                                                   | Jens Braunewell, Ministerialrat im Staatsministerium Baden-Württemberg                                                                      |
| Karl Manfred Lochner, Mitglied des Vorstands der LBBW                                                                 | |
| Winfried Mack MdL, Mitglied der CDU-Fraktion im Landtag von Baden-Württemberg, Stuttgart                              | |
| Jasmin Meergans, Stadträtin, Vorsitzende SPD-Fraktion im Gemeinderat der Landeshauptstadt Stuttgart                   | Hannes Rockenbauch, Stadtrat, Vorsitzender Die FrAKTION LINKE, SÖS, PIRATEN, Tierschutzpartei im Gemeinderat der Landeshauptstadt Stuttgart |
| Rainer Neske, Vorsitzender des Vorstands der LBBW                                                                     | |
| Jürgen Riexinger, Sparkassendirektor, Vorsitzender des Vorstands der Sparkasse Offenburg/Ortenau                      | Martin Bücher, Sparkassendirektor, Vorsitzender des Vorstands der Kreissparkasse Biberach                                                   |
| Markus Rösler MdL, Mitglied der Fraktion Bündnis 90/DIE GRÜNEN im Landtag von Baden-Württemberg                       | Reinhold Pix MdL, Mitglied der Fraktion Bündnis 90/DIE GRÜNEN im Landtag von Baden-Württemberg                                              |
| Peter Schneider, Präsident (Verbandsvorsteher) des Sparkassenverbands Baden-Württemberg (1. stv. Vorsitzender)        | Michael Beck, Oberbürgermeister der Stadt Tuttlingen                                                                                        |
| Hariolf Teufel, Sparkassendirektor, Vorsitzender des Vorstands der Kreissparkasse Göppingen                           | Ulrich Fiedler, Landrat des Landkreises Reutlingen                                                                                          |